# Polen-Rundfahrt
Die Polen-Rundfahrt (polnisch Wyścig dookoła Polski) ist ein Etappenrennen im Straßenradsport der Männer. Sie wird meist über sieben oder acht Tagesabschnitte ausgetragen, hatte aber auch schon dreizehn Etappen.
Die Polen-Rundfahrt startete erstmals am 7. September 1928 in der polnischen Hauptstadt Warschau unter Teilnahme von 71 Amateurradsportlern. Die Austragung des Etappenrennens ging ursprünglich auf eine Initiative der Warschauer Radfahrergesellschaft und der traditionsreichen polnischen Sportzeitschrift Przegląd Sportowy zurück.
Bis 1993 war das Rennen Amateuren vorbehalten und hatte fast nur einheimische Sieger. Die Polen-Rundfahrt erfuhr allerdings in den 1990er Jahren, nach der organisatorischen Übernahme durch den polnischen Unternehmer und ehemaligen Radprofi Czesław Lang, eine enorme Aufwertung. 2005 folgte die Aufnahme in den Rennkalender der  UCI ProTour. Seit 2011 gehört das Etappenrennen zur Nachfolgeserie UCI WorldTour.
An der dritten Etappe der Polen-Rundfahrt 2019 starb der 22-jährige Belgier Bjorg Lambrecht nach einem Sturz.

## Palmarès
| Jahr | Sieger                      | Zweiter                         | Dritter                            |
| ---- | --------------------------- | ------------------------------- | ---------------------------------- |
| 1928 | Feliks Więcek               | Wiktor Olecki                   | Stanisław Kłosowicz                |
| 1929 | Józef Stefański             | Eugeniusz Michalak              | Wacław Kołodziejczyk               |
| 1933 | Jerzy Lipiński              | Wiktor Olecki                   | Stanisław Wasilewski               |
| 1937 | Bolesław Napierała          | Stanisław Wasilewski            | Józef Kapiak                       |
| 1939 | Bolesław Napierała          | Marian Rzeźnicki                | Mieczysław Jaskolski               |
| 1947 | Stanisław Grzelak           | Zdzisław Stolarczyk             | Bolesław Napierała                 |
| 1948 | Wacław Wójcik               | Lucjan Pietraszewski            | Wacław Wrzesiński                  |
| 1949 | Francesco Locatelli         | Marin Niculescu                 | Kaj Allan Olsen                    |
| 1952 | Wacław Wójcik               | Józef Kapiak                    | Mieczysław Ulik                    |
| 1953 | Mieczysław Wilczewski       | Wacław Wójcik                   | Grzegorz Chwiendacz                |
| 1954 | Marian Więckowski           | Stanisław Bugalski              | Adam Wiśniewski                    |
| 1955 | Marian Więckowski           | Wiesław Podobas                 | Adam Wiśniewski                    |
| 1956 | Marian Więckowski           | Stanisław Bugalski              | Wiesław Podobas                    |
| 1957 | Henryk Kowalski             | Stanisław Bugalski              | Wacław Wrzesiński                  |
| 1958 | Bogusław Fornalczyk         | Constant Goossens               | Stanisław Gazda                    |
| 1959 | Wiesław Podobas             | Stanisław Gazda                 | Dick Enthoven                      |
| 1960 | Roger Diercken              | Jan Kudra                       | Anatoli Wladimirowitsch Olisarenko |
| 1961 | Henryk Kowalski             | Bogusław Fornalczyk             | Eberhard Butzke                    |
| 1962 | Jan Kudra                   | Roger Swerts                    | Sylwester Góral                    |
| 1963 | Stanisław Gazda             | Stanisław Pawłowski             | Józef Beker                        |
| 1964 | Rajmund Zieliński           | Władysław Kozłowski             | Jan Magiera                        |
| 1965 | Józef Beker                 | Jerzy Mikołajczyk               | Władysław Kozłowski                |
| 1966 | Józef Gawliczek             | Jan Magiera                     | Tadeusz Zadrożny                   |
| 1967 | Andrzej Bławdzin            | Alexander Jakowlewitsch Kulibin | Józef Mikołajczyk                  |
| 1968 | Jan Kudra                   | Marian Forma                    | Stanisław Demel                    |
| 1969 | Wojciech Matusiak           | Zygmunt Hanusik                 | Ryszard Szurkowski                 |
| 1970 | Jan Stachura                | Czesław Polewiak                | Tadeusz Szpak                      |
| 1971 | Stanisław Szozda            | Jan Smyrak                      | Ladislav Zakretta                  |
| 1972 | Jose Luis Viejo             | Tadeusz Mytnik                  | Stanisław Gazda                    |
| 1973 | Lucjan Lis                  | Ryszard Szurkowski              | Tadeusz Mytnik                     |
| 1974 | André Delcroix              | Ludo Peeters                    | Wojciech Matusiak                  |
| 1975 | Tadeusz Mytnik              | Hans-Joachim Hartnick           | Marian Majkowski                   |
| 1976 | Janusz Kowalski             | Jan Brzeźny                     | Joachim Vogel                      |
| 1977 | Lechosław Michalak          | Tadeusz Skrzypek                | Michael Schiffner                  |
| 1978 | Jan Brzeźny                 | Tadeusz Wojtas                  | Jan Jankiewicz                     |
| 1979 | Henryk Charucki             | Janusz Kowalski                 | Jan Krawczyk                       |
| 1980 | Czesław Lang                | Tadeusz Wojtas                  | Jan Jankiewicz                     |
| 1981 | Jan Brzeźny                 | Roman Cieślak                   | Sławomir Podwójniak                |
| 1982 | Andrzej Mierzejewski        | Jan Schur                       | Stanislav Masiar                   |
| 1983 | Tadeusz Krawczyk            | Andrzej Serediuk                | Andrzej Mierzejewski               |
| 1984 | Andrzej Mierzejewski        | Tadeusz Krawczyk                | Tadeusz Piotrowicz                 |
| 1985 | Marek Leśniewski            | Zdzisław Wrona                  | Dariusz Zakrzewski                 |
| 1986 | Marek Kulas                 | Zbigniew Ludwiniak              | Mirosław Uryga                     |
| 1987 | Zbigniew Piątek             | Marek Leśniewski                | Czeslaw Lukaszewicz                |
| 1988 | Andrzej Mierzejewski        | Arvi Tammesalu                  | Mieczysław Karłowicz               |
| 1989 | Marek Wrona                 | Sławomir Krawczyk               | Robert Krzyżostaniak               |
| 1990 | Mieczysław Karłowicz        | Grigorij Isczenko               | Tomasz Brożyna                     |
| 1991 | Dariusz Baranowski          | Mariusz Bilewski                | Marek Kamiński                     |
| 1992 | Dariusz Baranowski          | Raimondas Rumšas                | Igor Pastaukhowicz                 |
| 1993 | Dariusz Baranowski          | Marek Leśniewski                | Jonas Romanovas                    |
| 1994 | Maurizio Fondriest          | Marco Lietti                    | Tomasz Brożyna                     |
| 1995 | Zbigniew Spruch             | Fabrizio Guidi                  | Dariusz Baranowski                 |
| 1996 | Viatcheslav Djavanian       | Maurizio Fondriest              | Andrea Noè                         |
| 1997 | Rolf Järmann                | Zenon Jaskuła                   | Saša Sviben                        |
| 1998 | Sergei Walerjewitsch Iwanow | Jacky Durand                    | Fabio Malberti                     |
| 1999 | Tomasz Brożyna              | Cezary Zamana                   | Jens Voigt                         |
| 2000 | Piotr Przydział             | Piotr Wadecki                   | Sergei Walerjewitsch Iwanow        |
| 2001 | Ondřej Sosenka              | Jens Voigt                      | Piotr Przydział                    |
| 2002 | Laurent Brochard            | Tomasz Brożyna                  | Marek Rutkiewicz                   |
| 2003 | Cezary Zamana               | Andrea Noè                      | Dave Bruylandts                    |
| 2004 | Ondřej Sosenka              | Hugo Sabido                     | Franco Pellizotti                  |
| 2005 | Kim Kirchen                 | Pieter Weening                  | Thomas Dekker                      |
| 2006 | Stefan Schumacher           | Cadel Evans                     | Alessandro Ballan                  |
| 2007 | Johan Vansummeren           | Robert Gesink                   | Kim Kirchen                        |
| 2008 | Jens Voigt                  | Lars Bak                        | Franco Pellizotti                  |
| 2009 | Alessandro Ballan           | Daniel Moreno                   | Edvald Boasson Hagen               |
| 2010 | Daniel Martin               | Grega Bole                      | Bauke Mollema                      |
| 2011 | Peter Sagan                 | Daniel Martin                   | Marco Marcato                      |
| 2012 | Moreno Moser                | Michał Kwiatkowski              | Sergio Henao                       |
| 2013 | Pieter Weening              | Ion Izagirre                    | Christophe Riblon                  |
| 2014 | Rafał Majka                 | Ion Izagirre                    | Beñat Intxausti                    |
| 2015 | Ion Izagirre                | Bart De Clercq                  | Ben Hermans                        |
| 2016 | Tim Wellens                 | Fabio Felline                   | Alberto Bettiol                    |
| 2017 | Dylan Teuns                 | Rafał Majka                     | Wout Poels                         |
| 2018 | Michał Kwiatkowski          | Simon Yates                     | Thibaut Pinot                      |
| 2019 | Pavel Sivakov               | Jai Hindley                     | Diego Ulissi                       |
| 2020 | Remco Evenepoel             | Jakob Fuglsang                  | Simon Yates                        |
| 2021 | João Almeida                | Matej Mohorič                   | Michał Kwiatkowski                 |
| 2022 | Ethan Hayter                | Thymen Arensman                 | Pello Bilbao                       |
| 2023 | Matej Mohorič               | João Almeida                    | Michał Kwiatkowski                 |
| 2024 | Jonas Vingegaard            | Diego Ulissi                    | Wilco Kelderman                    |